# 桃形碘泡虫
桃形碘泡虫（学名：Myxobolus peachiformis）为碘泡科碘泡虫属的动物。在中国，分布于四川等，营寄生生活，寄生在宽鳍鱲的下颌、鳃、鳍。